# Nicăieri
Nicăieri (1996) (titlu original Neverwhere) este romanul escortă scris de Neil Gaiman pentru mini-seria TV Neverwhere realizată de el și de Lenny Henry. Acțiunea și personajele sunt identice, cu excepția faptul că romanul i-a permis lui Gaiman să extindă și să aprofundeze anumite elemente ale poveștii și să revină la ideile inițiale pe care versiunea televizată le modificase. Romanul a fost lansat de către BBC Books în 1996, după difuzarea a trei episoade din seria TV și a fost însoțit de un CD audio și de o casetă, realizate tot de către BBC. Romanul a cunoscut un mare succes, datorită faptului că a avut parte de o expunere internațională mai largă decât mini-seria TV. În afara faptului că a fost tradus în multe limbi, a fost republicat ca un 'Text Preferat al Autorului' (o combinație între versiunea internațională și cea originală englezească, cu scene adiționale re-intoduse de Gaiman) împreună cu Zei americani în 2006. Coperta versiunii originale a BBC Books este realizată de vechiul colaborator al lui Gaiman, Dave McKean.

## Acțiunea
Nicăieri este povestea lui Richard Mayhew și a aventurilor sale prin Londra. La începutul poveștii, el este un tânăr om de afaceri cu o viață normală. Dar toate acestea se schimbă când se oprește pentru a ajuta o tânără misterioasă care apare înaintea lui, slăbită și însângerată, în timp ce el și logodnica lui mergeau să ia cina cu șeful ei.
În dimineața următoare, Door - fata salvată pe stradă, și-a revenit miraculos și îl trimite să îl găsească pe Marchizul de Carabas, un om care o poate ajuta să scape din mâinile a doi asasini infsmi și, aparent, inumani: Croup și Vandemar. Richard îl aduce pe Marchiz în apartamentul său pentru a o întâlni pe Door, asistând la dispariția celor doi. Curând după aceea, Richard înțelege consecințele acțiunilor sale. Se pare că a devenit invizibil, pierzându-și serviciul (unde nimeni nu-l mai recunoaște), iar apartamentul său este închiriat altora.
Hotărât să îndrepte lucrurile, Richard se îndreaptă spre Subteranele Londrei, în căutarea lui Door. Călătoria lui îl poartă în lumea celor care vorbesc cu șobolanii (care îi venerează pe aceștia și îi servesc), dincolo de misteriosul pod al nopții, a cărui întunecime o ucide pe una dintre prietenele lui vorbitoare cu șobolanii, Anesthesia, sfârșindu-se într-o piață în care se tranzacționează obiecte magice, unde o întâlnește pe Door.
Legendara luptătoare "Hunter" se alătură și grupul (format din Door, marchizul, Hunter și Richard) se îndreaptă spre Earl's Court. Mergând la casa lui Door, fata și Marchizul descoperă o înregistrare în jurnal făcută de tatăl ei, care o sfătuiește să caute ajutor la îngerul Islington. Când cei patru ajung la Earl's Court, cu un tren misterios care își urmează propriul program ciudat, Marchizul e nevoit să îi părăsească, iar ceilalți află că sunt nevoiți să călătorească la British Museum pentru a-l găsi pe înger.
Door și Richard merg la muzeu, în timp ce Hunter, din cauza unui blestem care o împiedică să ajungă la suprafața Londrei, rămâne în stația de dedesubt. Ajungând în lumea îngerilor, ei îl găsesc pe Islington, care le explică faptul că rolul său de protector al Londrei Subterane este o pedeapsă pentru scufundarea Atlantidei, care fusese tot în grija sa și se oferă să îi dezvăluie lui Door identitatea celor care i-au ucis familia. Pentru asta îi cere o plată: împreună cu însoțitorii ei trebuie să găsească o cheie.
Între timp, Marchizul - căutându-i pe Croup și Vandemar - schimbă o figurină neprețuită din dinastia Tang pentru informații despre uciderea familiei lui Door. Dar adevăratul preț al primirii acestei informații este, de fapt, viața lui; Croup și Vandemar îl prind, îl torturează și îl ucid. 
În continuarea aventurilor lor, Hunter câștigă un test de forță, Door unul de inteligență, iar Richard unul de caracter. El era convins că toată aventura din Subterane e doar o halucinație, dar a fost trezit la realitate de un obiect primit de la prietena lui moartă, Anesthesia. Cei trei câștigă cheia, iar Richard ajunge să fie complet schimbat. Ei încearcă în continuare să dea de Marchiz, iar un fierar care e prieten cu Door le face o copie după cheia pe care au căștigat-o. Richard o recrutează ca ghid pe Lamia, care îl ajută să își demonteze majoritatea dubiilor.
Mergând înapoi la Isslington, ei reușesc să îl reînvie pe Marchiz, dar descoperă că alegerea Lamiei ca ghid a fost una nepotrivită. Prețul pe care ea i-l cere lui Richard pentru serviciile oferite este mai mare decât poate el plăti, rămânând în viață, însă Marchizul îl salvează.
Se dovedește că un act de trădare comis în trecut de Hunter o trimite pe Door în mâinile lui Croup și Vandemar, așa încât Richard, Marchizul și Hunter rămân să călătorească printr-un labirint uriaș ca să ajungă la Islington, luptându-se cu o fiară căreia îi supraviețuiește doar Richard. În cele din urmă, adevărata față a lui Islington iese la lumină: el dorește să o folosească pe Door și, de asemenea,  cheia, pentru a forța deschiderea porților Raiului, ajungând stăpânul tuturor îngerilor drept răzbunare pentru alungarea sa. După ce Richard e torturat de Croup și Vandemar, Door acceptă să deschidă ușa, dar folosește copia cheii, care deschide o ușă nu către Rai, ci către alt loc. Islington, Croup și Vandemar sunt trași prin poartă înainte ca Door să o închidă, folosind apoi cheia adevărată pentru a-i permite lui Richard să ajungă la suprafața Londrei, unde este recunoscut de ceilalți. 
Richard este fericit după întoarcerea acasă, dar își dă seama că experiențele prin care a trecut l-au schimbat și că vechea viață și vechii prieteni nu mai înseamnă prea mult pentru el. Înțelegând că nu e mulțumit de lumea obișnuită, alege să revină în Subteranele Londrei.

## Adaptări și continuări
Neil Gaiman a recunoscut că e posibilă o continuare la această carte. În culegerea lui de povestiri Fragile Things, comentând despre The Monarch of the Glen - o nuvelă care continuă romanul Zei americani - el afirmă că a scris pe jumătate un text de lungimea unei nuvele, How The Marquis Got His Coat Back, a cărui acțiune se petrece în universul din "Nicăieri". Înainte de asta, Gaiman declarase că, deși el "nu scrie continuări", Nicăieri este ceva la care i-ar plăcea să revină într-o zi. El a afirmat că acea continuare ar avea loc nu în Londra, ci mai curând în New York, Tokio sau alt oraș mare. Într-un fel, Zei americani poate fi considerată o piesă care însoțește Nicăieri, deoarece a fost scrisă în parte ca un răspuns american la Nicăieri, după cum afirmă Gaiman. Tema zeilor și a ființelor similare care influențează și conduc lumea 'subterană' și cea 'obișnuită' creează de asemenea paralele mai evidente decât cele dintre alte opere ale autorului.
Un BD de nouă numere în ediție limitată a început în iunie 2005, fiind scris de Mike Carey (de la seria Vertigo Comics Lucifer), cu desene realizate de Glenn Fabry. BD-ul este o adaptare inspirată mai curând de roman decât de seria TV, deși, în afara unor scene concrete din anumite locații, dialogurile și acțiunea celor două sunt identice.
Romanul a fost pus în scenă în aprilie 2010 la Lifeline Theatre din Chicago, adaptarea fiind realizată de Robert Kauzlaric și regizată de Paul S. Holmquist.

## Legături externe
- www.neilgaiman.com